# Silicona

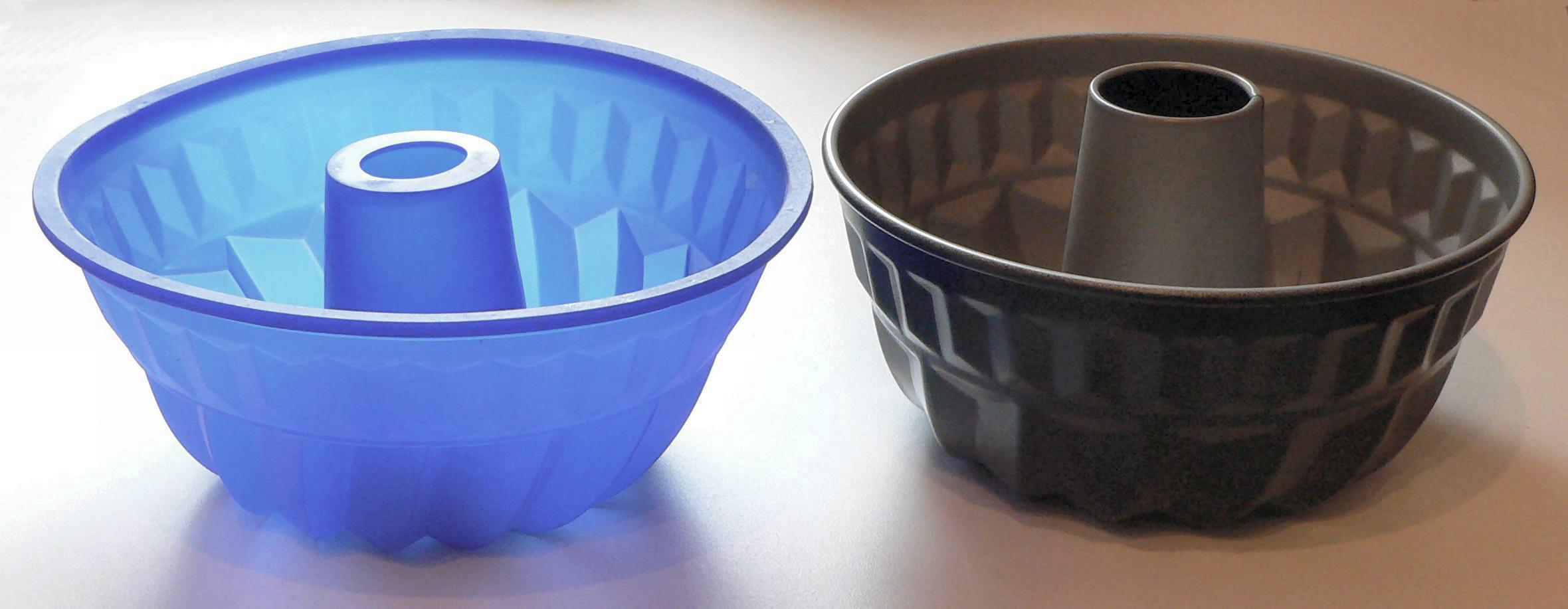
Molde de silicona (azul).

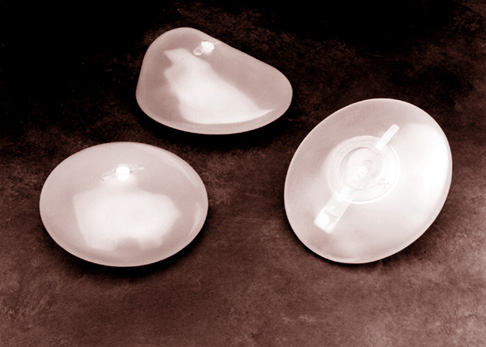
Implantes de silicona.

La silicona es un polímero inorgánico derivado del  polisiloxano. Está constituido por una serie de átomos de silicio y oxígeno alternados. Es inodoro e incoloro. Es inerte y estable a altas temperaturas, lo que la hace útil en gran variedad de aplicaciones industriales, como lubricantes, adhesivos, moldes, y en aplicaciones médicas y quirúrgicas, como prótesis valvulares, cardíacas e implantes de mamas.
Puede esterilizarse con óxido de etileno, radiación y procesos de autoclave. Constituyen la rama más importante de los derivados organosilícicos; la característica esencial de los polímeros es la de presentar en su molécula, además del enlace silicio-carbono, el enlace silicio-oxígeno, el cual da origen a su nombre: siliconas.
Además, se denomina silicona a la familia de compuestos químicos sintetizados por primera vez en 1938.

## Historia
En 1824, el químico sueco Jöns Jacob Berzelius, quien se basó en la hipótesis del químico francés Antoine Lavoisier con respecto a los óxidos metálicos y aprovechó los trabajos del también químico inglés Humphry Davy, demostró la estructura de la sílice, aislando el silicio. Berzelius así obtuvo el tetracloruro de silicio SiCl
4 y el alemán Friedrich Wöhler el «silicio-cloroformo» SiHCl
3 (triclorosilano); el francés Charles Friedel y el estadounidense James Crafts prepararon entre 1863 y 1866 los primeros compuestos de silicio-carbono por reacción del zinc dietilo Zn(C
2H
5)
2 sobre el tetracloruro de silicio. En 1872 el alemán Albert Ladenburg fue el primero en observar la formación de un fluido de polisiloxano hidrolizado, el dietildietoxisilicio (C2H5)2  Si (OC2H5) 2 {\displaystyle {\ce {.}}}
Sin embargo el interés disminuyó hasta que a principios del siglo XX fueron descubiertos los polímeros de la silicona por el químico inglés Frederic Stanley Kipping, a quien se considera un pionero en el tema. Se encontraba buscando elementos estereoisoméricos para poder obtener uno que fuera compatible con los fluidos hidráulicos, el caucho sintético y, además, que fuera capaz de repeler el agua. Buscaba que fuera útil la industria bélica, ya
que estaban en tiempos de guerra, puesto que pretendía encontrar una forma de hacer menos pesados los equipos y mejorar los lubricantes para las máquinas, los carros y los zapatos de soldados que estuviesen en el frente de combate. Desde 1903, Kipping trabajó en buscar nuevas técnicas para la síntesis de una variedad de compuestos orgánicos en base a silicio. A estas nuevas sustancias, las llamó siliconas y al principio se destinaron a lubrificar, en especial durante la Segunda Guerra Mundial. Se comenzaron a obtener industrialmente a partir de 1930.
Frederic Kipping y Matt Saunders acuñaron la palabra silicona en 1901 para describir el polidifenilsiloxano por analogía de su fórmula, Ph
2SiO (Ph significa fenilo, C
6H
5), con la fórmula de la cetona benzofenona, Ph
2CO (denominada originalmente silicocetona). Kipping era muy consciente de que el polidifenilsiloxano era polimérico mientras que la benzofenona era monomérica y señaló que el Ph
2SiO y el Ph
2CO tenían químicas muy diferentes. El descubrimiento de las diferencias estructurales entre las moléculas de Kipping y las cetonas significó que la silicona ya no era el término correcto (aunque sigue siendo de uso común) y que el término siloxanes es correcto de acuerdo con la nomenclatura de química moderna.
Tratando de combinar las propiedades de los compuestos de carbono con los compuestos de silicio, un investigador de Corning Inc. (EE.UU.), James Franklin Hyde inventó las siliconas en 1938. La empresa Dow Corning fue fundada en 1943 para explotar la invención que condujo a un gran número de resinas, barnices, elastómeros y otros usos humanos, cuyo uso Kipping nunca se pudo imaginar. En 1949, cuando murió Kipping, ya había publicados cerca de 51 artículos sobre el tema.
Tomando a Kipping como pionero, la Sociedad Histórica Plástica se creó en 1986, para llamar la atención sobre el patrimonio de la industria del plástico, fomentar el estudio de otros polímeros, incluyendo los sintéticos, cauchos y elastómeros.

## Origen

Estructura química de polidimetilsiloxano (PDMS).

Las siliconas se elaboran a partir de clorosilanos, tetraetoxisilano y otros compuestos de silicio similares. Dependiendo de las condiciones de su obtención y de posteriores procesos químicos,su utilidad será diferente.

## Características
- Resistente a temperaturas extremas (–60 a 250 °C)
- Resistente a la intemperie, el ozono, la radiación y la humedad
- Buena resistencia al fuego
- Excelentes propiedades eléctricas como aislante
- Gran resistencia a la deformación por compresión
- Apto para uso alimenticio y sanitario
- Tiene la facultad de extenderse
- Permeabilidad al gas
- Vida útil larga
- Capacidad de repeler el agua y formar juntas de estanqueidad, aunque las siliconas no son hidrófobas

## Clasificación
Las siliconas pueden clasificarse en relación con la longitud de sus moléculas, que influye en su uso: 
- Líquidas: menores a 10 unidades básicas
- Aceites: entre 10 y 100 unidades básicas
- Resinas: entre 100 y 500 unidades básicas
- Gomas: entre 500 y 2000 unidades básicas

## Propiedades
Por su composición química de silicio y oxígeno, las siliconas son flexibles y suaves al tacto, no manchan, no se desgastan, no envejecen, pueden adoptar formas y teñirse en colores, tienen una baja conductividad térmica, y una baja reactividad química, no son compatibles con el crecimiento microbiológico, no son tóxicas, poseen resistencia al oxígeno, a la radiación de los rayos ultravioleta y al ozono, son altamente permeables a los gases a temperatura ambiente.

### Propiedades mecánicas
Resistencia a la tracción de 70 kg/cm² con una elongación promedio del 400 %. Mantiene estos valores aun después de largas exposiciones a temperaturas extremas.

### Propiedades eléctricas
Es flexible, elástica y aislante, manteniendo sus propiedades a temperaturas extremas donde otros materiales no soportarían. 

### Biocompatibilidad
Está formulada con la FDA Biocompatiblity Guidelines para productos medicinales. Es inodora, insípida y no desarrolla bacterias, no es corrosivo con otros materiales. 

### Resistencia química
Tienen un buen comportamiento en contacto con la mayoría de agentes químicos, pero son atacados por las grasas, los disolventes. La silicona resiste algunos químicos, incluyendo algunos ácidos, oxidantes químicos, amoniaco y alcohol isopropílico. 
La silicona se hincha cuando se expone a solventes no polares como el benceno y el tolueno.

## Grados de silicona

### Fluidos
Su molécula está constituida por un encadenamiento de átomos de silicio y de oxígeno. Los fluidos más corrientes se llaman PDMS (polidimetilsiloxanos). Sus principales usos son:
- Refrigeración
- Dieléctricos
- Ceras y productos de pulido
- Antiespumante
- Preparación de productos cosméticos, farmacéuticos y de medicina

Existen diferentes compuestos derivados de los fluidos:
- Emulsiones
- Pastas y grasas
- Antiespumantes

### Elastómeros
Se formulan a partir de cadenas lineales reactivas a las que se agregue un agente reticulante y cargas minerales, para otorgar buenas propiedades mecánicas. Sus principales usos son: 
- Juntas de sellado
- Aislamiento de cables
- Conducción de gases y líquidos calientes
- Prótesis y aparatos quirúrgicos
- Compuestos de sellado

### Resinas
Al ser resinas, son polímeros de masa molecular relativamente baja que poseen una estructura tridimensional. Sus principales usos son:
- Barnices aislantes
- Pinturas industriales
- Agentes de encapsulación e impregnación

## Composición química
Los polímeros de silicona se producen por condensación intermolecular de silanoles, los cuales se obtienen por hidrólisis de haluros de silicio. Los átomos de Silicio pueden unirse a uno o más sustituyentes orgánicos, creando compuestos con diversas propiedades y aplicaciones.

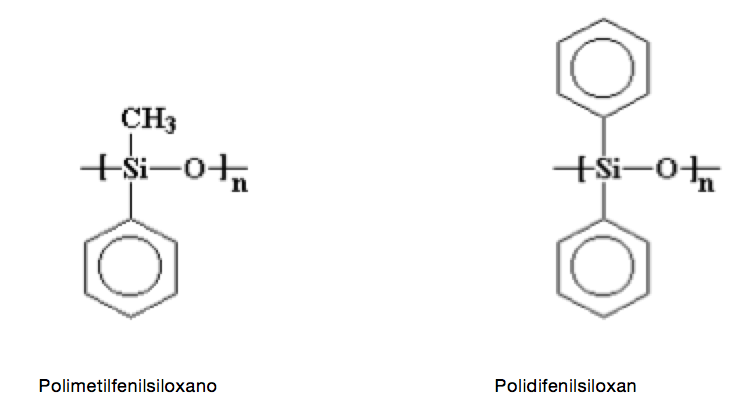
Composición química de la silicona

Se pueden obtener diferentes estructuras de siloxanos dependiendo del grupo R. Existen dos tipos de siliconas en relación con su composición y su forma de polimerización:
1. Polimerización por condensación
2. Polimerización por adición

La diferencia principal entre los dos tipos es que durante la polimerización por condensación se forman subproductos (alcohol) mientras que en la polimerización por adición no.
Además, las siliconas por adición, al no formar subproductos, se convierten en el elastómero más estable dimensionalmente, pero su costo es mayor comparado al de los otros por la presencia del platino o paladio en su composición, para obtener una mejor impresión y positivo.

### Siliconas por condensación
Son de condensación, ya que se obtiene como subproducto etanol. 

#### Composición
1. Polímero: Polidimetil siloxano con grupo terminal hidroxilo
2. Activador (catalizador): Octanoato de Estaño
3. Material de relleno: Sílice coloidal
4. Agente entrecruzador de cadenas: Ácido alquílico
5. Plastificante: Dibutil ftalato
6. Colorante

2 y 4 catalizadores
1 y 3 bases

#### Presentación y proporción
- Pote base (silicona pesada)
- Tubo activador
- Tubo silicona fluida

### Siliconas por adición
Son de adición porque no liberan un subproducto como tal, solo hay liberación de H2, que no afecta la contracción, solo el vaciado. 
Composición
1. Polímero → Polivinil siloxano.
2. Activador (catalizador) → Ácido cloroplatínico.
3. Material de relleno → Sílice coloidal.
4. Agente entrecruzador de cadenas → Silano.
5. Plastificante → Dibutil ftalato.
6. Colorante.

#### Presentación y proporción
- Pote → base
- Tubo → catalizador
- Tubo → silicona fluida
- Puede presentarse en un dispositivo de automezcla
- Mezclar en iguales cantidades la base y el catalizador

## Usos y aplicaciones
Por su versatilidad ha sido usado con éxito en múltiples productos de consumo diario. Tal es el caso de lacas para el cabello, labiales, protectores solares y cremas humectantes. Dada su baja reactividad ha sido ampliamente usada en la industria farmacéutica en confección de cápsulas para facilitar la ingestión de algunos medicamentos, en antiácidos bajo la designación de meticona. Hay más de 1.000 productos médicos en los cuales la silicona es un componente. También es una sustancia comúnmente usada como lubricante en la superficie interna de las jeringas y botellas para la conservación de derivados de la sangre y medicamentos intravenosos. Los marcapasos, las válvulas cardíacas y el Norplant usan recubrimientos de silicona. Son también fabricados con silicona artefactos implantables como las articulaciones artificiales (rodillas, caderas), catéteres para quimioterapia o para la hidrocefalia, sistemas de drenaje, implantes. 
Otra aplicación es la silicona para moldes como alternativa al látex en la fabricación de moldes por sus propiedades flexibles y antiadherentes.
Se pueden organizar los siguientes grupos:

### Utensilios de cocina
- La silicona se puede utilizar cuando se requiere un contacto con los alimentos, no es tóxica y es inodora.
- Se usa en utensilios para hornear y utensilios de cocina.
- Se utiliza como aislante en agarraderas, resistentes al calor
- Se emplea en moldes para chocolate, hielo, galletas,

### Industria automotriz
La grasa de silicona se utiliza normalmente como un lubricante para los componentes del freno, los cables de las bujías están aislados por múltiples capas de silicona, los compuestos de silicona se utilizan como recubrimientos y selladores para bolsas de aire.

### Revestimientos
La película de silicona se puede aplicar a sustratos a base de sílice tales como vidrio para formar un revestimiento hidrófobo unido covalentemente.

### Articulaciones de acuario
La utilizan como un sellador, para unir placas de vidrio. 

### Antiespumante
Las siliconas se utilizan como compuesto activo en antiespumantes debido a su baja solubilidad en agua y buenas propiedades de extensión.

### Lavado en seco
La silicona en estado líquido puede usarse como disolvente de limpieza en seco, proporcionando una alternativa menos dañina para el medio ambiente. 

### Electrónica
Los componentes electrónicos a veces están envueltos en silicona para aumentar la estabilidad contra el choque mecánico y eléctrico, la radiación y la vibración.

### Lubricantes
Las grasas de silicona se utilizan en las cadenas de bicicletas. También hay lubricantes personales de silicona para uso en procedimientos médicos o actividad sexual. 

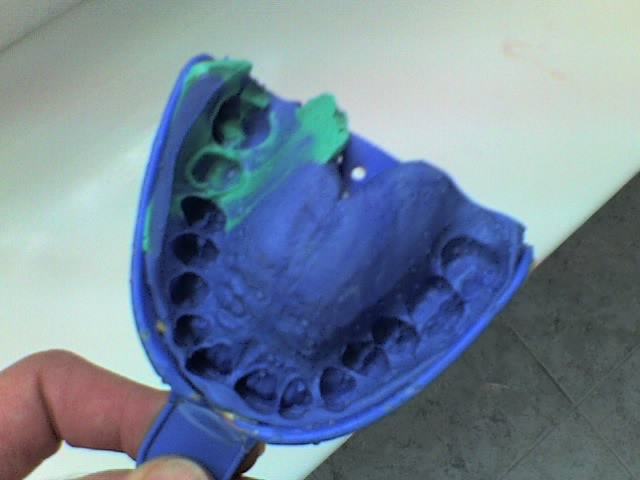
Impresión de silicona

### Medicina
La forma de gel se usa en vendajes y apósitos, implantes de seno, implantes testiculares, implantes pectorales, lentes de contacto, y una variedad de otros usos médicos.

### Ginecología
En alternativas ecológicas para la menstruación como las copas menstruales.

### Oftalmología
La silicona se usa en lentes intraoculares, después de la extracción de cataratas.

### Fontanería y la construcción de edificios
En la industria de la construcción hay selladores y masillas de silicona. En fontanería, la grasa de silicona se aplica a los grifos y válvulas, evitando que la cal se adhiera al metal.

### Juguetes
Las pelotas de silicona de gran rebote son un juguete común, existiendo muchas formas y variaciones.
También existen mordedores para bebé de silicona 100 % orgánica alimentaria, libres de BPA, PVC y ftalato.

## Consideraciones de seguridad y ambientales
De acuerdo con la Ullmann's Encyclopedia of Industrial Chemistry (Enciclopedia de Química Industrial de Ullmann, en idioma español), se han observado en las siliconas «efectos nocivos notables en los organismos del medio ambiente». Aunque son biodegradables, son absorbidas por los sólidos en instalaciones de tratamiento de aguas residuales. La degradación está catalizada por diversas arcillas.
La silicona no es un polímero natural, con lo que su descomposición es mucho más larga que los polímeros elaborados con maíz, trigo o patata (papa). Puede verse un caso de biodegradabilidad con los dedales de silicona de algunos primeros trajes espaciales.

## Producción y comercialización
La demanda mundial de siliconas se acercó a los 12,5 mil millones de USD en 2008, un 4 % más que el año anterior. Continuó teniendo un crecimiento similar en los años siguientes hasta llegar a 13,5 mil millones de USD en 2010. 
Los principales fabricantes mundiales de materiales de base de silicona pertenecen a tres organizaciones regionales: el Centro Europeo de Silicona (CES) en Bruselas, Bélgica; el Consejo de Salud y Seguridad del Medio Ambiente (SEHSC) en Herndon (Virginia, EE.UU.), y la Asociación de la Industria de Silicona de Japón (SIAJ) en Tokio. El Consejo Mundial de Silicona (GSC) actúa como una estructura paraguas sobre las organizaciones regionales. Su principal misión es promover la seguridad de las siliconas desde una perspectiva de salud, seguridad y del medio ambiente.